# توماس بي هيوز
توماس بي هيوز (بالإنجليزية: Thomas P. Hughes)‏ هو مؤرخ وأستاذ جامعي أمريكي، ولد في 13 سبتمبر 1923 في ريتشموند في الولايات المتحدة، وتوفي في 3 فبراير 2014 في شارلوتسفيل في الولايات المتحدة.